# Regalier
Regalier (af latin regalis, kongelig, latin insignia imferii) er latinsk plurale tantum for de privilegier og den insignie-karakteristik af en suverænitet.
Ordet stammet fra den latinske substantivering af adjektivet regalis, "regal", der selv stammer fra rex ("konge"). Det bliver nogle gange brugt i ental, regale.